# Rakka (Film)
Rakka ist ein US-amerikanisch-kanadischer Military-Science-Fiction-Kurzfilm von Oats Studios unter der Regie von Neill Blomkamp aus dem Jahr 2017.

## Handlung

### Kapitel 1:World
Die Erde wird in der nahen Zukunft von technologisch weit überlegenen und hochaggressiven reptiloiden Außerirdischen angegriffen. Die Menschheit steht kurz vor der Auslöschung. Millionen sind bereits gestorben, oder wurden versklavt. Die Außerirdischen terraformen die Erde zugunsten ihrer Lebensbedingungen um. Sie brennen Wälder nieder, zerstören Städte und bauen riesige Megastrukturen, welche Methan in die Atmosphäre abgeben, was die Luft für Menschen immer weniger atembar macht, insbesondere wenn man sich ihnen nähert. Das Methan erwärmt zudem das Erdklima, wodurch die Hafenstädte überflutet wurden. Sie bauen auch eine Art Zuchtanlage, in der gefangene Menschen ihnen als gelähmte und fixierte Inkubatoren für ihre Jungen dienen.
Die Handlung spielt im Jahr 2020, aus der Sicht einer texanischen Einheit Milizionäre, welche die dortigen Überreste der US Army repräsentieren. Die letzten überlebenden Menschen leben größtenteils in unterirdischen Verstecken und Häuserruinen und haben gerade so viel Nahrung, Waffen, Munition und Kampfmoral, um einigermaßen Widerstand leisten zu können. Die Widerstandskämpfer benutzen konventionelle Projektilwaffen, Radpanzerwagen, Pick-up-Wagen und Technicals. Sie legen Sprengfallen und schrecken auch nicht vor Selbstmordattentaten zurück. Dagegen basiert die gesamte Hochtechnologie der Außerirdischen auf einer Art ölig-schwarzer Nano-Flüssigkeit, welche sich zu Werkzeugen, Waffen, Strukturen und Raumschiffen transformieren und verfestigen kann. Außerdem verfügen sie über Telekinese und telepathische Kräfte. Mit Letzteren können sie Tiere und Menschen beeinflussen und steuern.
Um dem entgegenzuwirken, erfanden die Widerständler Gehirnbarrieren-Hauben (Brainlocks), welche allerdings nur in Handarbeit in sehr geringer Stückzahl hergestellt werden können. Die Reptiloiden wissen darum, dass die Menschen nicht mit der Produktion hinterherkommen, und dass die Vernichtung der Menschheit nur eine Frage der Zeit ist. Die Außerirdischen haben die Politiker mittels Gehirnimplantaten zu ihren willenlosen Dienern gemacht und versuchen mit ihnen die Menschen freiwillig in angepriesene Konzentrationslager („Konservatorien“ genannt) zu locken, um den letzten Widerstand zu brechen. Auch nehmen sie Experimente an Menschen vor, von denen nur die allerwenigsten überleben, oder gar fliehen können.

### Kapitel 2:Amir & Nosh
Nosh ist ein technisch versierter Pyromane und Bombenbauer, welcher als Einsiedler auf einem Schrottplatz lebt. Er wird von den Widerstandskämpfern für seine Neigungen verachtet, jedoch brauchen sie die Gehirnbarrieren-Hauben, welche er baut und betreiben mit ihm notgedrungen Tauschhandel. Nosh hat kein Interesse daran, die alte Ordnung wiederherzustellen, da er sonst im Gefängnis wäre und lebt seine Neigungen aus, indem er Außerirdische und ihre umgepolten menschlichen Diener in Hinterhalten in die Luft sprengt. Er produziert und handelt für und mit der Miliz lediglich aus Eigeninteresse. Seine größte Bombe will er ihnen jedoch nicht verkaufen, solange sie ihm keine kranken – in seinen Augen entbehrlichen – Menschen als „Lebendköder“ für seine Sprengfallen als Tausch anbieten, was die Miliz angewidert ablehnt.
Die Widerstandskämpfer fanden Amir, welcher aus der außerirdischen Gefangenschaft fliehen konnte und nehmen ihn in Gewahrsam. Er wurde in einem ihrer Experimente mit kybernetischen Implantaten an Kopf und Schulter versehen. Die Anführerin Jasper lässt ihn mit der Bitte dem Widerstand zu helfen aus dem Gewahrsam frei, sehr zum Ärger einiger Milizionäre, da er verändert wurde und vielleicht ein Sicherheitsrisiko darstellen könnte. Doch ist Amir von seinen Erlebnissen stark traumatisiert, spricht nicht und wirkt teilnahmslos. Die einfühlsame Widerstandskämpferin Sarah, deren Tochter den Experimenten der Außerirdischen zum Opfer fiel, nimmt sich seiner an, gibt ihm Essen und Trinken und versucht ihn als Gegenleistung stetig davon zu überzeugen, ihnen mit seinen neu erworbenen Fähigkeiten zu helfen.

### Kapitel 3:Siege(Belagerung)
Amir hat sich körperlich und geistig etwas erholt. Er sieht – dank seiner Implantate – in einer Zukunftsvision einen verwundeten Außerirdischen auf der Flucht. Sarah, welche die Theorie hat, dass die wenigen Überlebenden der außerirdischen Experimente eine gewisse Veranlagung und eine Art Inselbegabung haben, bittet ihn inständig ihnen zu helfen, da die opferbereite Miliz die Außerirdischen nun offen angreifen will. Wenn er ihnen helfen würde, müssten die Milizionäre nicht sterben und die furchtbaren Experimente, unter denen er zu leiden hatte, und der Genozid würden endlich aufhören. Je mehr sie ihm zuredet, desto mehr verändern sich seine Augen und er sieht die Zukunftsvision vom bevorstehenden Angriff deutlicher. Amir, immer noch stumm, sieht voraus, dass es der Miliz gelingt, einen außerirdischen Raumjäger abzuschießen und den Piloten zu verletzen. Sarah fragt ihn, ob es ihnen gelingen wird, zu lernen wie man die Reptiloiden jagen und sie das Fürchten lehren kann. Er antwortet ihr noch immer nicht und sieht weiter, dass der verwundete Außerirdische einen der Milizionäre mittels Telekinese gegen eine Mauer schleudert, und ihm dabei seine Gehirnbarriere herunterfällt, wobei es ihn per Telepathie für sich kämpfen lässt. Doch wird dieser von den eigenen Kameraden nach mehrmaliger Warnung schließlich erschossen, nachdem er einen Kameraden verwundet hat. Sarah sagt zu Amir, dass er nun auch die Kräfte hat, welche die Außerirdischen haben und er sie für die Menschheit einsetzen soll. Schließlich sieht er, wie es der Miliz gelingt den Außerirdischen kampfunfähig zu schießen, woraufhin die Kommandeurin Jasper befiehlt, ihm den Kopf abzuschlagen. Sarah drängt den immer noch stummen Amir seine Fähigkeiten nun einzusetzen, sie hätten keine andere Alternative.

## Produktion
Rakka erschien am 14. Juni 2017 und ist der erste Kurzfilm aus der experimentellen, inhaltlich meist nicht zusammenhängenden, Volume 1 genannten Kurzfilmreihe der amerikanisch-kanadischen Oats Studios, welche kostenlos auf YouTube und Steam veröffentlicht werden. Ab der zweiten Kurzfilmreihe sollen diese kostenpflichtig werden. Neill Blomkamp hatte bereits zu Beginn seiner Karriere Kurzfilme gedreht, welche zum Teil, wie Alive in Joburg zu District 9 und Tetra Vaal zu Chappie, zu ganzen Spielfilmen wurden.